# Université de Versailles Saint-Quentin en Yvelines
Université de Versailles Saint-Quentin en Yvelines je svjetski poznato francusko sveučilište u Versaillesu.

## Povijest
Sveučilište je osnovao 1991.

## Vanjske poveznice

### Sestrinski projekti
|  | Zajednički poslužitelj ima još gradiva o temi UVSQ |

### Službene stranice
- http://www.uvsq.fr/ (franc.)